# Museu d'Art Modern de Rio de Janeiro
Museu d'Art Modern de Rio de Janeiro (en portuguès Museu de Arte Moderna do Rio de Janeiro, també conegut per les sigles MAM Rio) és una de les institucions culturals més importants del Brasil.
Creat com una organització privada sense finalitats de lucre per acollir, entre altres activitats, en la promoció dels artistes brasilers amb exhibicions singulars, i les noves produccions que no tindrien oportunitat en les galeries d'art per la seva incompatibilitat amb els interessos de mercat. El museu va ser inaugurat el 1948 per iniciativa d'un grup d'empresaris, presidit per Raymundo Ottoni de Castro Maya.
Està situat en el barri Glória de Rio de Janeiro, al Parc do Flamengo, prop de l'aeroport Santos Dumont. La seva seu és l'obra més coneguda de l'arquitecte carioca Affonso Eduardo Reidy, amb una orientació al racionalisme arquitectònic, especialment, per l'ús d'estructures de fosa i per la seva integració a l'entorn. El concepte estructural va ser dissenyat per Carmen Portinho que a més va dirigir l'obra i en seria directora.
Escenari de diversos esdeveniments de gran rellevància en l'avantguarda artística brasilera, el museu ha rebut al llarg de la seva història una col·lecció d'art modern molt representativa, si bé la major part es va perdre en el tràgic incendi de 1978. Avui dia, el MAM conserva al voltant de setze mil objectes, la majoria provinent de les col·leccions de Gilberto Chateaubriand, concedida en forma de préstec al museu des de 1993, i de Joaquim Paiva.

## Col·lecció

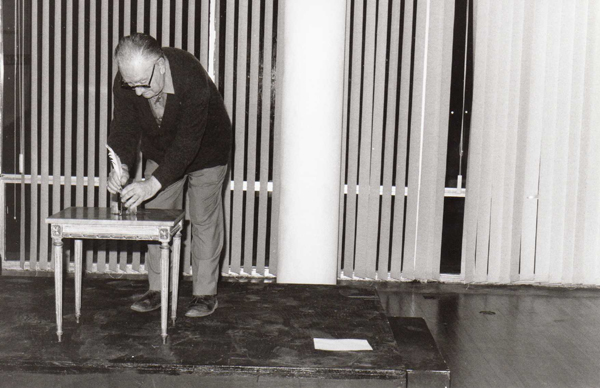
Joan Brossa al MaM

El museu està dedicat als moviments d'avantguarda i experimentals, allotjant una part considerable dels moviments artístics brasilers com el Grupo Frente, el Neoconcretisme, la Nova Objetividade Brasileira, el Cinema Novo o el cinema marginal de la dècada de 1960 i curtmetratges i documentals independents de les dècades de 1970 i 1980.
El Museu d'Art Modern de Rio de Janeiro té una de les col·leccions d'art modern i contemporani més importants d'Amèrica Llatina, formada per obres pertanyents a tres col·leccions d'origen diferent: la col·lecció pròpia del museu, construïda a través de donacions com la col·lecció Esther Emílio Carlos, obres donades per Ferreira Goulart, governs i artistes, i adquisicions realitzades com a patrocini, en particular de Petrobras i White Martins, que reuneix obres importants d'artistes nacionals i la majoria de les obres internacionals de la institució, com escultures de Brancusi, Giacometti, Hans Arp, Henry Moore i pintures de Robert Motherwell, Joaquim Torres i García, Carlo Carrà, Lucio Fontana, i les la col·leccions de Gilberto Chateaubriand, la més gran i completa d'art modern i contemporani brasiler, donada al museu en préstec; i la col·lecció Joaquim Paiva, dedicada exclusivament a la fotografia.

## Els inicis
El museu, creat en 1948 per iniciativa d'un grup d'empresaris presidit per Raymundo Ottoni de Castro Maia el mateix any que Cicillo Matarazzo fundà el Museu d'Art Modern de São Paulo i un any més tard del Museu d'Art de São Paulo, fruit del context cultural i econòmic que vivia el Brasil en acabar la segona Guerra Mundial, en què es va observar la diversificació de les instal·lacions culturals en aquest país i l'adquisició d'un valuós patrimoni artístic, va iniciar la seva programació dirigit per Niomar Moniz Sodré, i es va instal·lar provisionalment a la seu del Banco Boavista i el Palau Gustavo Capanema, fins que en 1953 Affonso Eduardo Reidy projecta el nou edifici, que es va inaugurar en 1958.

## L'edifici

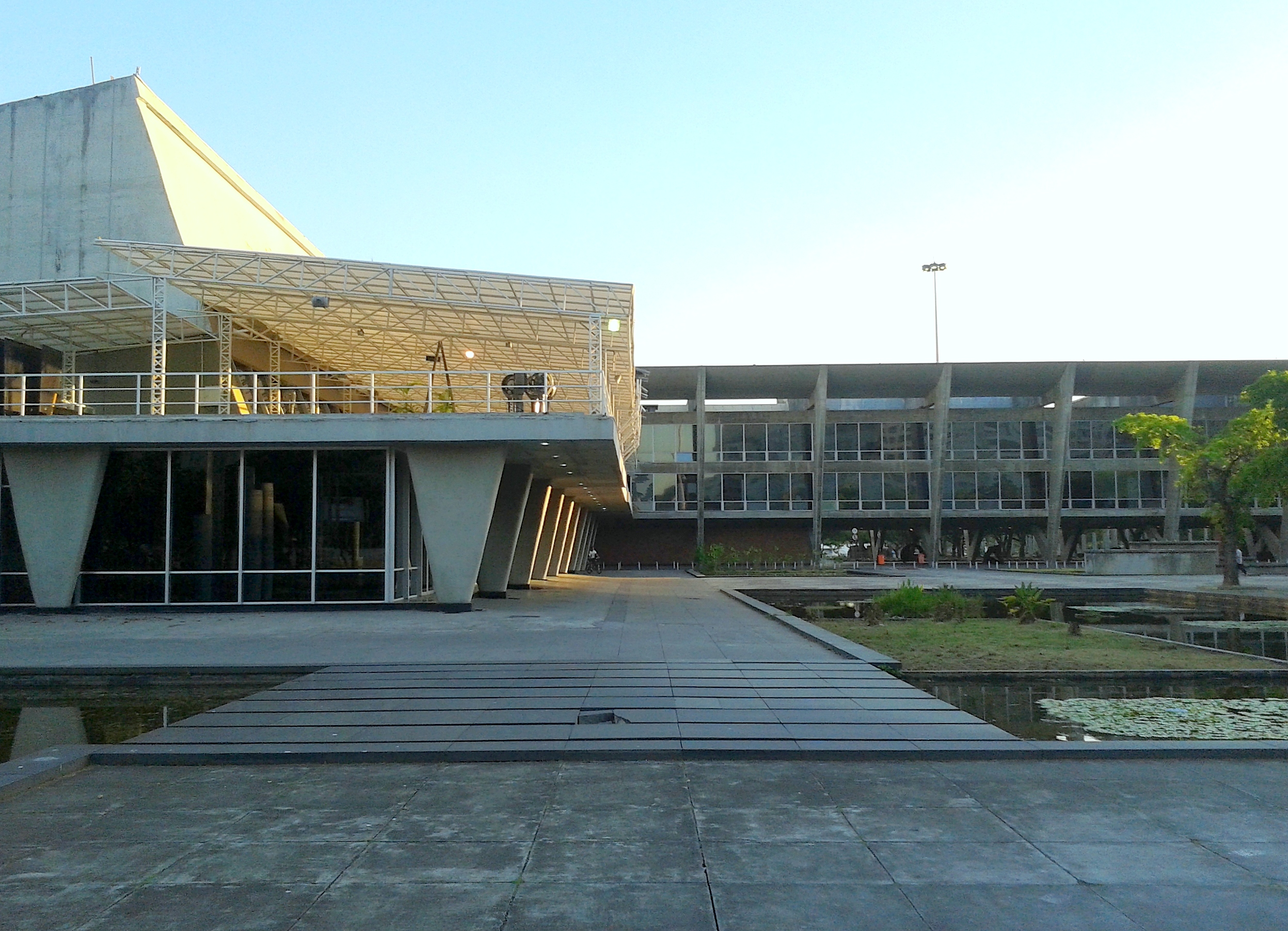
Edifici principal i teatre

El conjunt, format per tres edificis brutalistes es va aixecar en el Parc do Flamengo, un abocador de la badia, i té una cadència espectacular d'elements de pilotis exteriors, connectats per bigues longitudinals que aconsegueixen fer un nivell sense columnes ni murs estructurals. Els fonaments dels pilars arriben a 20 metres de profunditat. Una gran terrassa exterior està emmarcada per les façanes d'entrada de l'edifici principal i l'ala del teatre. Les finestres de la galeria estan orientades al nord i al sud, i la façana nord té persianes d'alumini per controlar la quantitat de llum natural que entra a la galeria. Un ampli element de rampa en espiral arriba al nivell superior, amb una terrassa al terrat, un restaurant, un bar i un saló amb vistes a la badia de Guanabara, el Pão de Açúcar i les altres formacions muntanyoses granítiques de Rio de Janeiro.
Els jardins foren dissenyats per Roberto Burle Marx en 1954. En 1958 fou inaugurat el Bloco Escola, i l'edifici principal, el Bloco de Exposições fou inaugurat en 1963.

## Incendi de 1978
Durant la matinada del 8 de juliol de 1978, el museu va ser devorat per les flames, i va destruir 150 obres i va deixar nou-centes més afectades pel desastre. Entre les obres arrasades se'n trobaven d'artistes reconeguts com Pablo Picasso, Salvador Dalí, Joan Miró i una setantena d'obres de Joaquim Torres i García, part de la col·lecció que va ser demanada en préstec al museu de belles arts de l'Uruguai. Entre les obres perdudes hi ha el Retrat de Dora Maar i Cap de Dona de Pablo Picasso, Dona Plorant de Candido Portinari, Ou sobre el plat sense plat de Salvador Dalí i Personatge en un paisatge de Joan Miró. El museu va ser reinaugurat l'any 1982 sota la direcció de Helen Escobedo.